# Matrice bistochastique
En mathématiques, une matrice bistochastique ou doublement stochastique est une matrice carrée à coefficients réels positifs dont les sommes des éléments de chaque ligne et chaque colonne sont égales à 1. 
Ces matrices sont utilisées en théorie des probabilités et en combinatoire.

## Définition
Formellement, pour une matrice carrée réelle à coefficients positifs {\displaystyle A=(a_{ij})} est bistochastique si et seulement si l'égalité suivante est vérifiée : 
{\displaystyle \sum _{i}a_{ij}=\sum _{j}a_{ij}=1.}
Les matrices bistochastiques sont aussi les matrices stochastiques dont la transposée est stochastique.

## Propriétés

### Polytope de Birkhoff et théorème de Birkhoff-von Neumann
L'ensemble des matrices bistochastiques de taille d est un polytope convexe dans l'ensemble des matrices carrées de taille d à coefficients réels, appelé polytope de Birkhoff. Les matrices de permutations sont clairement des points extrémaux de ce convexe. Le théorème de Birkhoff-von Neumann établit que ce sont les seuls, ou encore (cf. théorème de Krein-Milman) que ce polytope est l'enveloppe convexe de l'ensemble des matrices de permutation.
Il en résulte que pour tout vecteur y de ℝd, l'ensemble des images de y par les matrices bistochastiques est égal à l'enveloppe convexe de l'ensemble des vecteurs obtenus en permutant les coordonnées de y. Inversement, on peut déduire le théorème de Birkhoff-von Neumann de cette égalité (qui constitue l'équivalence entre deux caractérisations de la majorisation, et peut se démontrer directement) :

### Conjecture de Van der Waerden
En 1926, Van der Waerden conjectura que le permanent d'une matrice bistochastique de dimension n était supérieure à {\displaystyle n!/n^{n}}, valeur atteinte par la matrice ne contenant que des 1/n. Des preuves de ce résultat ont été publiées, en 1980 par B. Gyires, et en 1981 par G. P. Egorychev,,
et D. I. Falikman. Egorychev et Falikman ont remporté le prix Fulkerson en 1982 pour ces preuves.

## Applications et utilisations
Les matrices bistochastiques apparaissent notamment dans l'inégalité de Muirhead, une généralisation de l'inégalité arithmético-géométrique et dans les chaînes de Markov ayant une certaine symétrie.